# Марино, Морис
Морис Марино (20 марта 1882, Труа (Франция) — 8 февраля 1960, Труа (Франция)) — французский художник, один из крупнейших мастеров по стеклу. Считается участником группы Фовистов.. Один из крупнейших мастеров художественного стекла XX века. "Технические усовершенствования в обработке стекла, новые формы и способы преобразования материала — все эти маркеры связаны с его именем".

## Биография

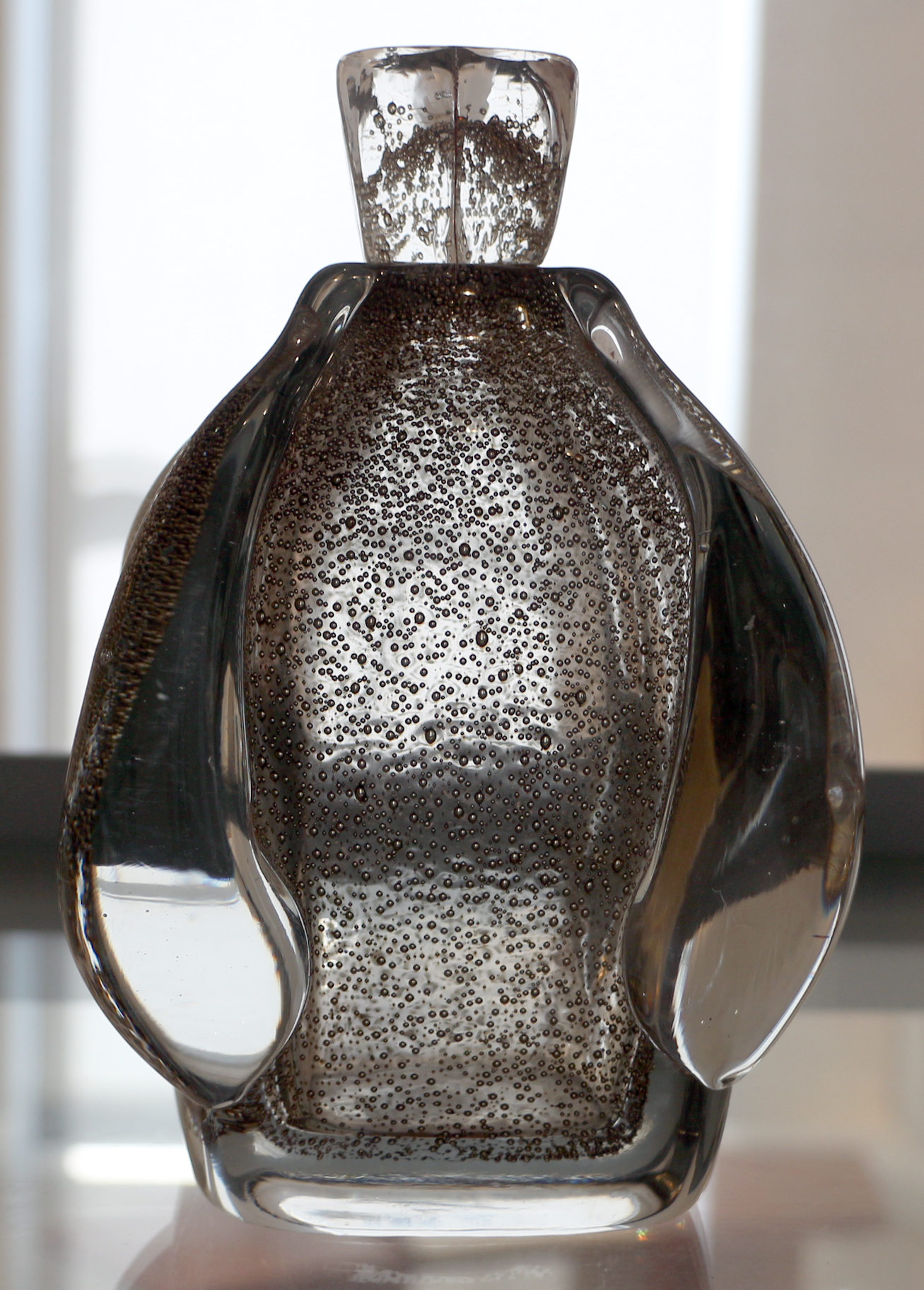
Морис Марино, 1927 - 1937. Музей современного искусства (Париж).

Морис плохо учился в школе, но в 1901 году убедил своих родителей отправить его в Школу изящных искусств в Париже, чтобы учиться рисованию у французского художника Фернана Кормона. Он покинул художественную школу, после того как его работы не были приняты как несоответствующие стандартам того времени. В 1905 году он вернулся в Труа, где прожил до конца своей жизни.
В 1911 году он посетил стекольную мастерскую, принадлежащую его друзьям, братьям Виар. Работы Мориса Марино изменили опыт и технику стекольного производства..
В 1912 году состоялась первая выставка Марино. В 1913 году его работы были замечены критиками. Его работы, методы и техники связывали с инновациями, которые изменили искусство стекла. В частности, в 1913 году в Gazette des Beaux-Arts об этом писал Леон Розенталь. Считается, что с этого момента он перестаёт создавать и демонстрировать свои картины. Оставив занятие живописью он целиком и полностью посвятил себя искусству стекла.
Братья Виар предоставили Марино место для работы и набор инструментов. Он быстро осваивает различные техники работы со стеклом, предлагая новые технологические схемы.
В 1923 году он занимался исследованием технологий изготовления стекла. Среди открытых им приёмов — травление кислотой, коррозия и деформация. Предложенные им производственные процессы были длительными и опасными. Продолжительность процесса могла достигать года и более. Новые техники позволили установить новые стандарты в обработке стекла.

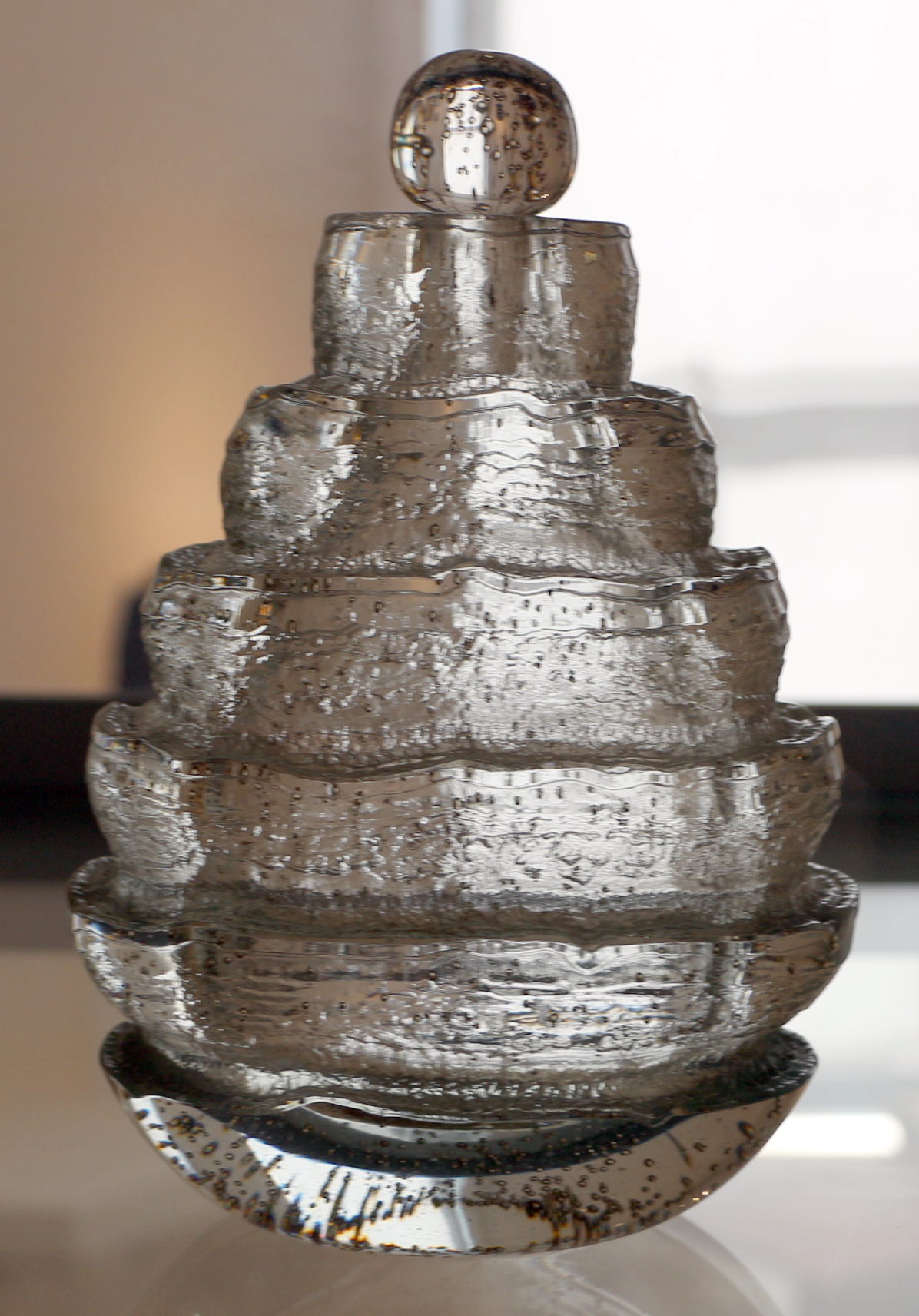
Морис Марино, 1933. Музей современного искусства (Париж).

В 1937 году закрылась компания братьев Виар. Марино к тому времени был болен, и с момента закрытия компании никогда не вернулся к работе со стеклом, продолжая только рисовать.
В 1944 году во время союзных бомбардировок Труа студия Мориса Марино была полностью разрушена. В результате прямого попадания были уничтожены более 2500 картин, тысячи рисунков и большая часть изделий из стекла. Обширная коллекции его сестры сохранилась. Основные пожертвования работ Мориса Марино (стекло и картины) были сделаны Пьером и Дениз Леви для Музея современного искусства в Труа в 1976 году. Флоренция, дочь Марино также пожертвовала множество его работ в Реннскому музею искусств.
20 изделий из стекла включая вазы, графины и флаконы для духов, датируемые до 1926—1927 годов, были подарены Национальной галерее Ирландии в 1970 году.
В 2019 году в венецианском Фонде Джорджио Чини была организована масштабная выставка, посвящённая Морису Марино.

## Общая характеристика работ
Специфика работ Мориса Марино – не только в изменении техник производства стекла или использовании нестандартных способов производства. Марино изменил сам статус художественного стекла и перенёс его концепцию в другой контекст. Работы Марино позволили не воспринимать декоративное стекло частью буржуазного быта. Художественное стекло, сохранившее свою принадлежность буржуазному мировоззрению, может быть подчинено иным художественным принципам. Вещи, созданные Марино, продемонстрировали, что декоративное стекло и представление о роскоши часто связаны с радикальным мышлением. Эти изменения подразумевали смену ориентиров и ревизию идеологической концепции в сфере художественного стекла.

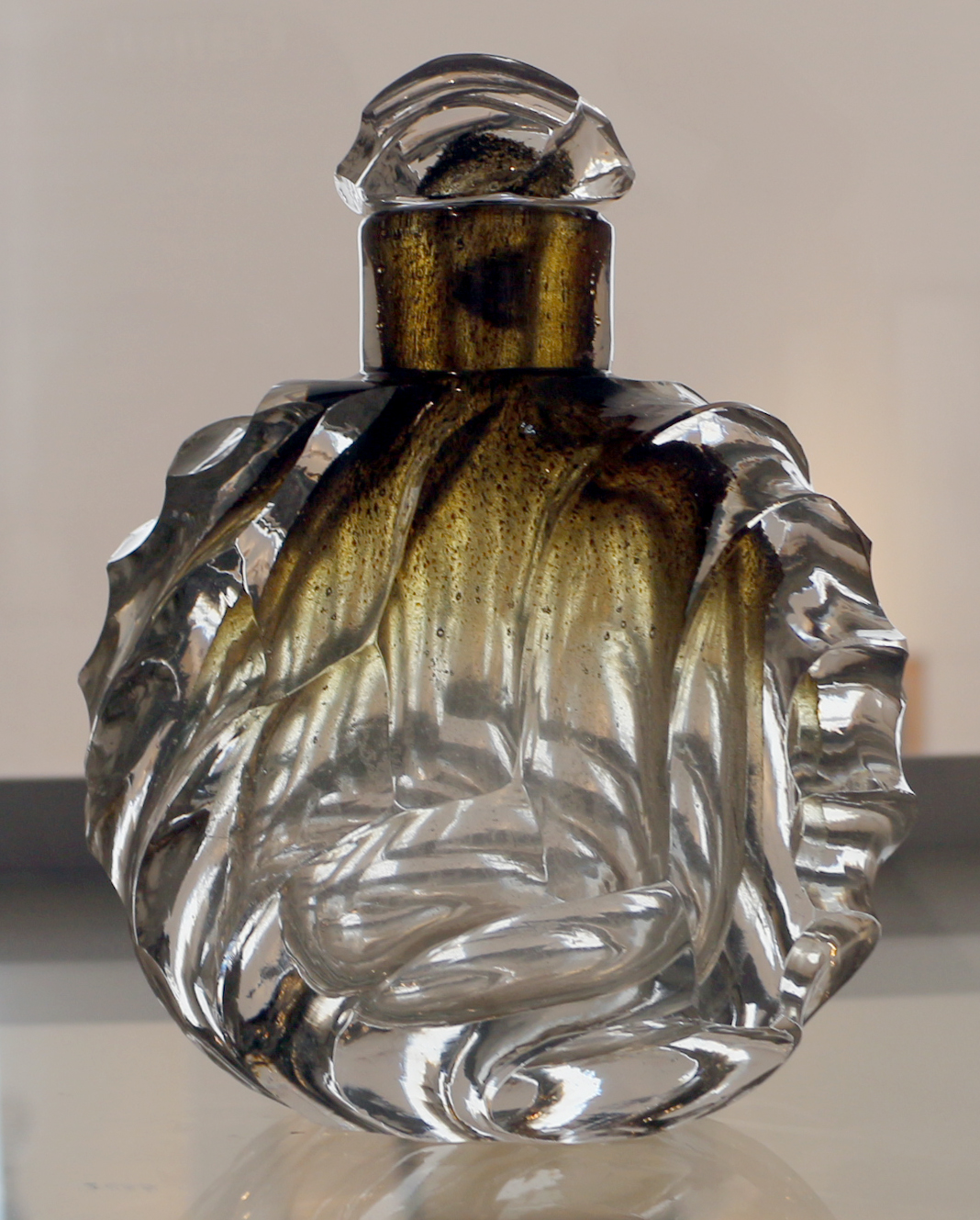
Морис Марино, 1933. Флакон. Музей современного искусства (Париж).

## Значение и влияние
Несмотря на новаторские проекты Эмиля Галле и Рене Лалика, дизайн стекла оставался одной из наиболее консервативных областей. Художественное стекло и связанное с ним представление о достатке долгое время сохраняли своё консервативное значение. Декоративное стекло долгое время оставалось продолжением буржуазного вкуса.
Морис Марино не только дистанцировался от традиционных техник (в частности – техники декоративной эмали), но и от буржуазных представлений о стекле. Ориентиром работ Марино стало актуальное художественное пространство. «Объекты Марино подразумевали преобразование сферы быта, утверждение радикального как ценности и, что ещё более важно, — установление радикального как критерия роскоши». Это принципиально изменило не только понимание художественного стекла, но и стандарты представления о роскоши.
«Работы Марино во многом способствовали установлению нового принципа, который утверждал «роскошь» как «независимость». Этот взгляд принципиально менял представление о роскоши как о буржуазном комфорте. В этом смысле предметы, созданные Морисом Марино, ближе художественной доктрине Тони Крэгга, нежели принципам моды первой половины XX столетия.»